# 甯中立
甯中立（1545年—1611年），字爾強，號振鹍，河南潁川衛官籍，直隸鳳陽府潁州人，明朝政治人物。

## 生平
萬曆四年（1576年）丙子科河南鄉試第三十九名舉人，十一年（1583年）中式癸未科會試第二百三十七名，三甲第四十八名進士。選庶吉士，十三年閏九月授禮部主事，十七年升员外郎，本年升郎中，乞告终养。三十四年起補原职，六月改尚寶司丞，三十五年四月奉使冊封徽王府。三十九年卒，得年六十七。

## 家族
曾祖甯漟，指揮同知；祖父甯楚，指揮同知；父甯希武，指揮同知。母姚氏（封淑人）。慈侍下。兄中和，指挥同知。孫甯子慶，崇祯七年甲戌進士。